# Noguchi Memorial Institute for Medical Research
Le Noguchi Memorial Institute for Medical Research (NMIMR) est un institut de recherche médicale situé à l'université du Ghana à Accra, au Ghana. Il a été fondé en 1979 grâce à des fonds donnés par le gouvernement japonais. Des échantillons de test pour la pandémie de COVID-19 au Ghana sont effectués et confirmés par l'institut.

## Histoire
Le Noguchi Memorial Institute for Medical Research est un institut semi-autonome de l'université du Ghana situé dans la capitale ghanéenne, Accra et le premier centre de recherche biomédicale du pays. L'Institut a été créé grâce aux efforts combinés de l'ancien doyen de l'école de médecine de l'université du Ghana, Pr E.O. Easmon et Pr Kenji Honda de l'école de médecine de Fukushima au Japon et donc de l'Agence japonaise de coopération internationale (JICA). Il a été construit par le gouvernement du Japon et donné au gouvernement et à d'autres personnes du Ghana en l'honneur du chercheur japonais Dr Hideyo Noguchi,, qui a fait des recherches sur la fièvre jaune au Ghana et est mort de la maladie dans le pays en 1928.